# Посольство Туниса в Польше
Посольство Тунисской Республики в Польше (пол. Ambasada Tunezji w Warszawie, фр. Ambassade de Tunisie à Warsaw, Pologne) — тунисское дипломатическое представительство, расположенное в Варшаве, Польша.
В консульский округ Посольства входит вся территория Польши. Должность Чрезвычайного и Полномочного Посла с 2016 года занимает Сгайер Фатнасси (фр. Sghaier Fatnassi) — тунисский дипломатический и политический деятель.

## История
Дипломатические отношения между Польшей и Тунисом были установлены 15 ноября 1959 года. Посольство Туниса в Варшаве было открыто в 1964 году.
С 1980 по 1984 год должность посла Туниса в Польше занимал Зин аль-Абидин Бен Али, ставший впоследствии президентом Туниса.